# 贾国明
贾国明（1944年5月—），男，山西闻喜人，中华人民共和国政治人物，曾任青海省财政厅厅长，青海省地方税务局局长，青海省人大财经委主任，青海省人大常委会副主任。